# Palasterina maucheri
Palasterina maucheri ist ein ausgestorbener Seestern, der im Bundenbacher Hunsrückschiefer nachgewiesen wurde. Die Erstbeschreibung erfolgte 1957 durch Walter Maximilian Lehmann.
In der Sammlung des früheren Reichsamtes für Bodenforschung in Berlin befand sich ein einziges Exemplar dieser Art, das 1928 aus der Sammlung Maucher erworben wurde und die Nr. 1283 trägt. Lehmann bezeichnete das Stück dessen Apikalseite freigelegt war und befreite die Oralseite sowie Teile der Arme. Obwohl eine gewisse Ähnlichkeit mit Palasterina primaeva bestand – abgesehen von einem beträchtlichen Größenunterschied – bemerkte Lehmann verschiedene Abweichungen von dieser sowohl als auch von der ebenfalls im Hunsrückschiefer vorkommenden ungefähr gleich großen Palasterina tilmanni.
Zur Benennung schreibt Walter M. Lehmann:

„Die Art, die ich nach dem verstorbenen Herrn Dipl.-Ing. Maucher benenne, aus dessen Sammlung das Stück stammt, unterscheidet sich von […].“

Die Typlokalität ist die Schiefergrube Bocksberg-Eschenbach westlich von Bundenbach. Das Fossil wird dem Unteren Devon zugeordnet. Der auf dem Bild gezeigte Holotyp befindet sich im Museum für Naturkunde in Berlin.